# 一元论
一元論（英語：Monism）是認為世界只有一個本原的哲學學說，乃本體論的分支。唯物主義的一元論肯定世界的本原是物質，唯心主義的一元論肯定世界的本原是精神。中立一元論認為，物質或精神皆是唯一實在者的我們所觀測到或認知的性質。

## 定義
一元論主張，這個世界必定由單一個體構成，而且這個體不可能與其它任何個體並存。換句話說，一元論只相信只有一個東西存在，而且這個東西能獨立自存。而其他存在物對於一元論者來說，只是這個東西的純粹改變、或只是表象、或只是該東西呈現不同的模樣。